# Karl von Schelling
Karl Friedrich August Schelling, ab 1898 Ritter von Schelling, (* 1. November 1844 in Erlangen; † 18. April 1904 in München) war ein bayerischer Verwaltungsbeamter.

## Leben
Karl von Schelling war Sohn des Erlanger Rechtsprofessors Paul Heinrich Joseph Schelling. Er studierte an der Universität Erlangen Rechtswissenschaft. 1863 wurde er Mitglied des Corps Onoldia. Nach Abschluss des Studiums und Promotion zum Dr. iur. trat er in den bayerischen Staatsdienst. Von 1897 bis 1902 war von Schelling Regierungspräsident der Regierungsbezirks Mittelfranken. 1898 wurde er nobilitiert. Er trug den Ehrentitel Exzellenz. Nach seiner Pensionierung 1902 lebte er in München.